# Lotus 20

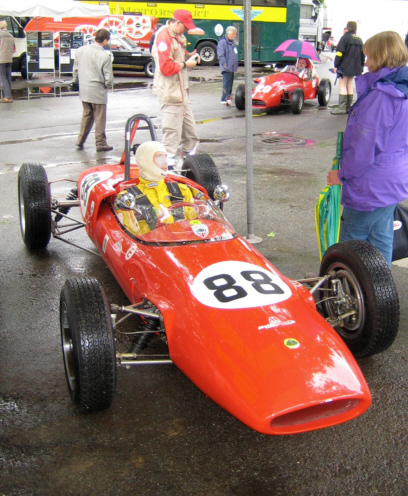
Lotus 20

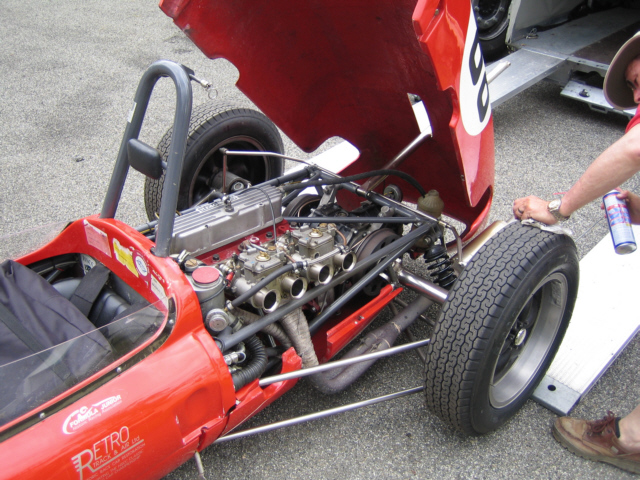
4-Zylinder-Cosworth-Motor des Lotus 20

Der Lotus 20 war ein Formel-Junior-Rennwagen, 1961 gebaut vom britischen Motorsportteam Lotus.

## Entwicklungsgeschichte
Der Lotus 20 wurde 1961 auf der Londoner Racing-Car-Show vorgestellt. Seine von  Williams & Pritchard gebaute GFK-Karosserie war schlanker und aerodynamisch günstiger als die seines kantigen Vorgängers, des Lotus 18. Vor allem die Frontpartie konnte schmal gehalten werden, da der Tank hinter dem Fahrersitz eingebaut war. Die Vorderreifen waren schmäler als beim Lotus 18. Der Fahrer saß in einer halb zurückgelehnten Position. Diese Sitzposition entsprach bereits der später üblichen fast liegenden Position des Fahrers im Cockpit.
Der Lotus 20 hatte zunächst Alfin-Trommelbremsen an allen vier Rädern, die jedoch im „20 B“ bald durch Girling-Scheibenbremsen vorn und innenliegende Trommelbremsen hinten ersetzt wurden. Der standardmäßige Motor war ein Cosworth-Vierzylinder mit anfangs 997 cm³ Hubraum und 85 PS (63 kW) Leistung, dem kurze Zeit später einer mit 1098 cm³ folgte. Dieser größere Motor leistete mit zwei Weber-DCOE-40-2-Vergasern 100 PS (74 kW) und mehr. Die ersten Lotus 20 hatten ein Vierganggetriebe auf Renault-Dauphine-Basis, danach ein Hewlandgetriebe auf VW-Basis. Die Vorderräder waren an ungleich langen Doppelquerlenkern, die Hinterräder an unteren Querlenkern und doppelten Längsstreben aufgehängt. Der Wagen hatte rundum Schraubenfedern mit innenliegenden Stoßdämpfern.

## Renngeschichte
1961 siegte Kurt Ahrens senior auf einem Lotus 20 beim Internationalen Autobahnspinne-Rennen auf der Autobahnspinne Dresden.
Der Lotus 20, von dem 118 Exemplare gebaut wurden, war ein höchst erfolgreiches Rennfahrzeug. Viele wurden aufgerüstet und umgebaut. Einige kamen bis Mitte der 1960er Jahre in den Händen von Privatiers sogar in der Formel 1 zum Einsatz.